# Gemmes treballades

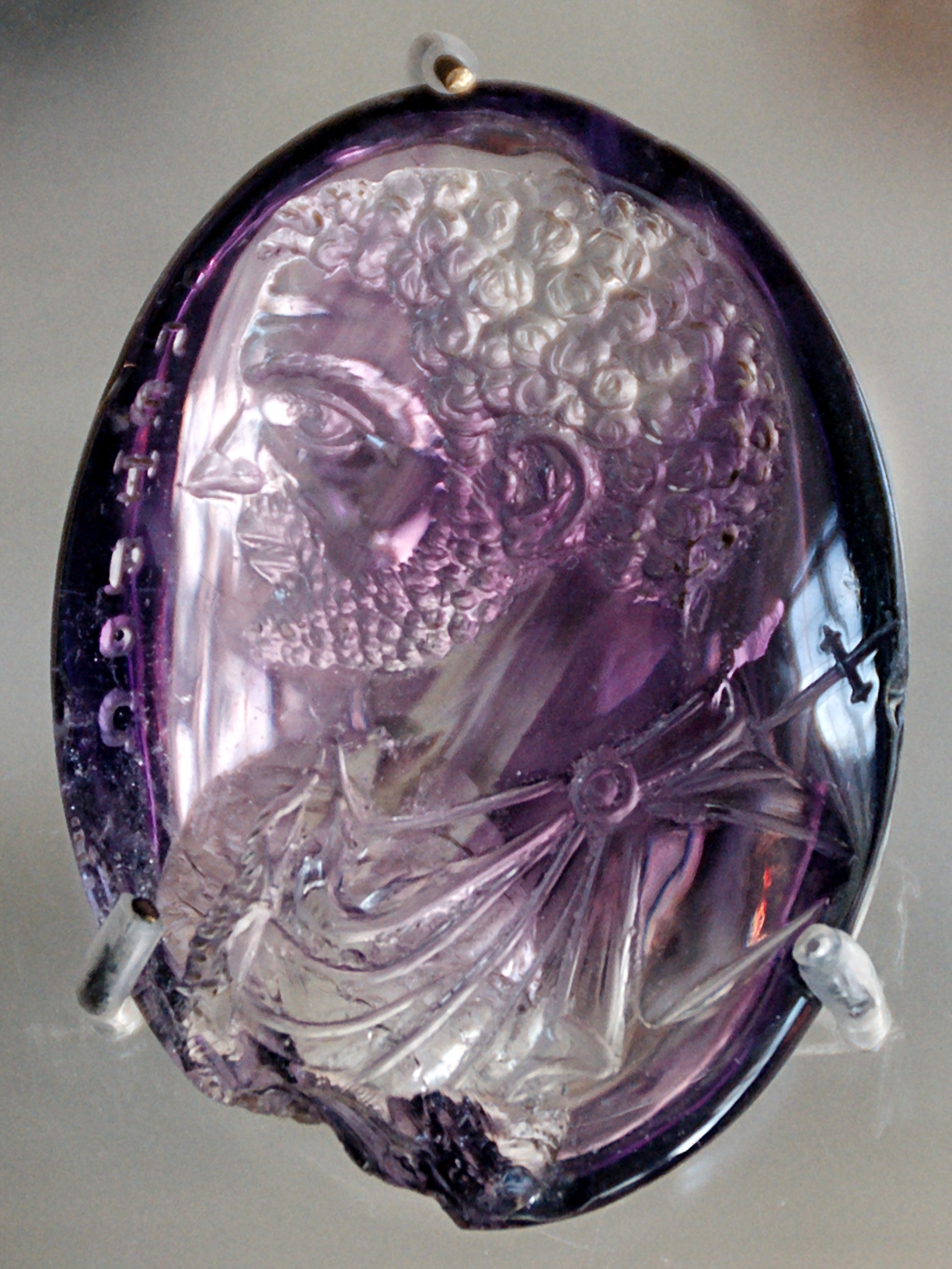
Retrat de l'emperador romà Caracalla tallat en ametista, fou adaptat afegint-li una inscripció i incrustat en una creu per representar l'apòstol Sant Pere.

Les gemmes treballades són pedres precioses o semi precioses, de mida no gaire gran que s'han sotmès a un procés de poliment per tal d'obtenir-ne imatges o inscripcions, considerades obres d'art i, de vegades, joies. Aquesta pràctica s'ha realitzat des de temps antics.
Les col·leccions de gemmes treballades es diuen gliptoteques. Entre els estudiosos més destacats d'aquest tema estan: Philipp von Stosch, Adolf Furtwängler i John Boardman.

## Tècnica
Per treballar les gemmes es pot fer servir la tècnica del gravat emprant un burí, però també es pot fer servir un material abrasiu, generalment pedres de major duresa unides a un torn giratori. L'esmeril és una de les pedres emprades des de l'antiguitat amb aquesta funció, per exemple a l'illa de Naxos. Alguns tipus de segell estaven fets amb gemmes tallades a mà i amb fins detalls. Teòfil el prevere va escriure a l'edat mitjana un manual de les tècniques per treballar gemmes. Els artesans romans d'Orient empraven rodes d'esmolar de cantell pla, en canvi les dels carolingis eren de vora arrodonida. En la majoria de gemmes treballades antigues, la superfície del tallat es conserva intacta des de l'època de la seva realització, cosa que possibilita que, amb l'ajut d'un microscopi, deduir la tècnica de treball que es va fer servir. A més del rebaixat del material, el treball artístic d'una gemma implica tècniques de realçament del color, cosa que es pot aconseguir a través de diferents mètodes: aplicant calor, sucre o tints. Algunes de les tècniques relacionades amb el color ja es coneixien al 7è mil·lenni aC.

## Història

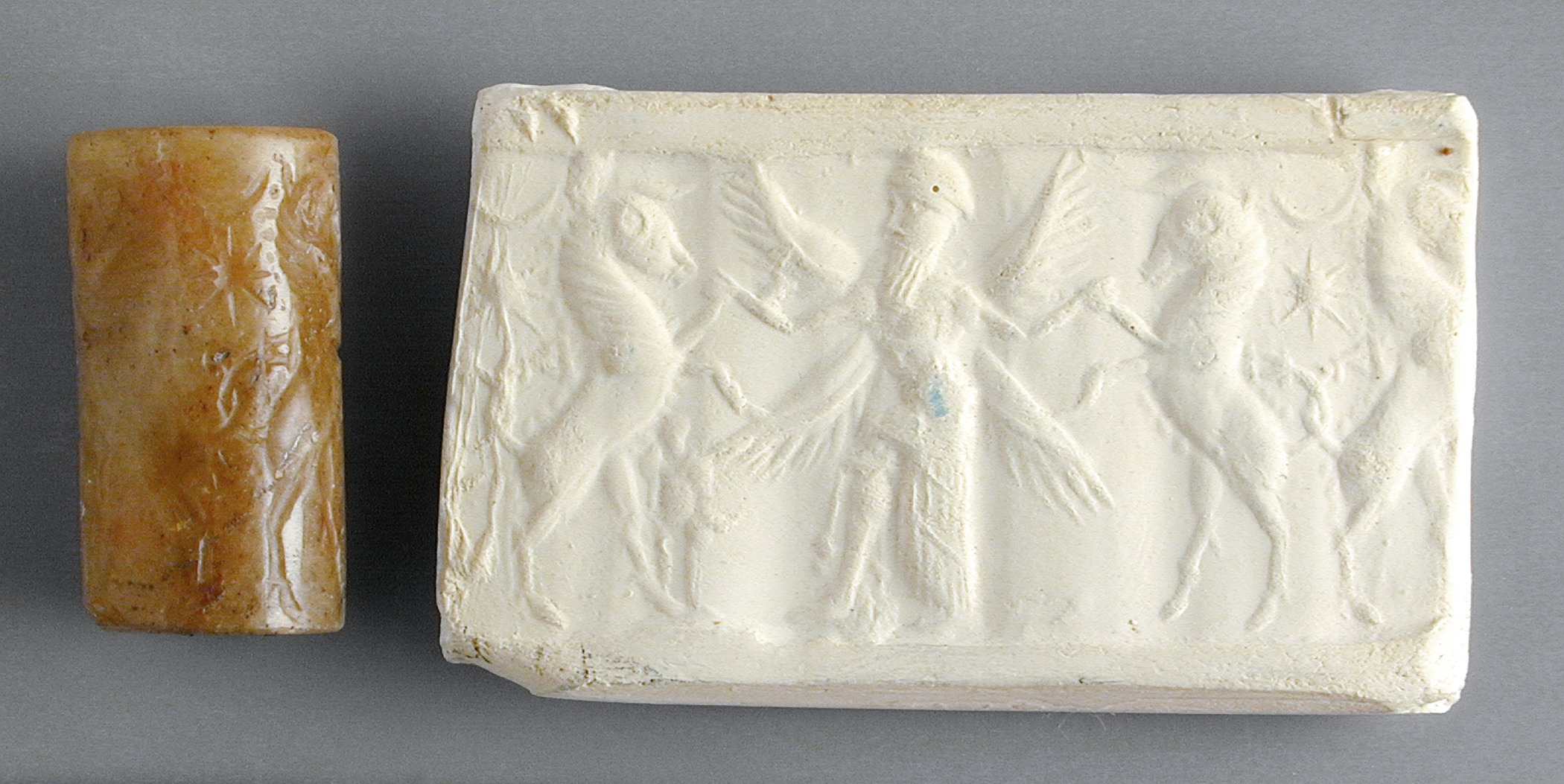
segell cilíndric, procedent de Mesopotàmia, i la seva impressió

L'art de treballar les gemmes té una antiga tradició a l'Orient Pròxim i se'n troben exemples en la majoria de les cultures que van habitar aquella àrea. Una segona regió d'antiga tradició és la Civilització de la vall de l'Indus. A Mesopotàmia, sobretot a Assíria els segells cilíndrics emprats pels governants i alts funcionaris estaven fets amb gemmes gravades. Des d'allà es va escampar aquesta tradició cap a la cultura Minoica, algunes ciutats gregues i Xipre. En la cultura grega va trobar el seu apogeu en època hel·lenística. També a l'antic Egipte (prehel·lenístic), es va treballar les gemmes per fer segells però amb la particularitat que es preferia fer inscripcions jeroglífiques, és a dir dibuixos que representaven paraules en lloc de com feien a mesopotàmia que feien imatges purament decoratives. Al llibre de l'Èxode, es descriu un estri cerimonial anomenat hoshen, un pectoral que es posava el summe sacerdot el qual tenia incrustades quatre gemmes en les quals estaven gravades els noms de les dotze tribus d'Israel.
S'han trobat gemmes del segle viii aC i VII aC, juntament amb objectes fets d'os i d'ivori, tots ells treballats amb les mateixes tècniques. Generalment les imatges representen animals en posats ferotges, sovint tallades en forma rodona o oval i amb la vora marcada amb puntets. Els exemplars més antics són els fets amb pedres menys dures. A partir del segle vi la forma oval es fa predominant, molts representen la part dorsal d'un escarbot (escarabeu, tradició que sembla que es va adoptar de Fenícia) i figures humanes o divines. Malgrat la mida reduïda de les gemmes, el treball és bastant sofisticat. Al segle v aC les gemmes s'escollien una mica més grans però només uns 2 o 3 cm. Amb tot, s'observen detalls en les imatges, per exemple les pestanyes en un retrat d'home. Hi ha quatre gemmes, signades per Dexamenos de Quios, que són considerades les més fines d'aquest període, en les que hi són representades dues garses.

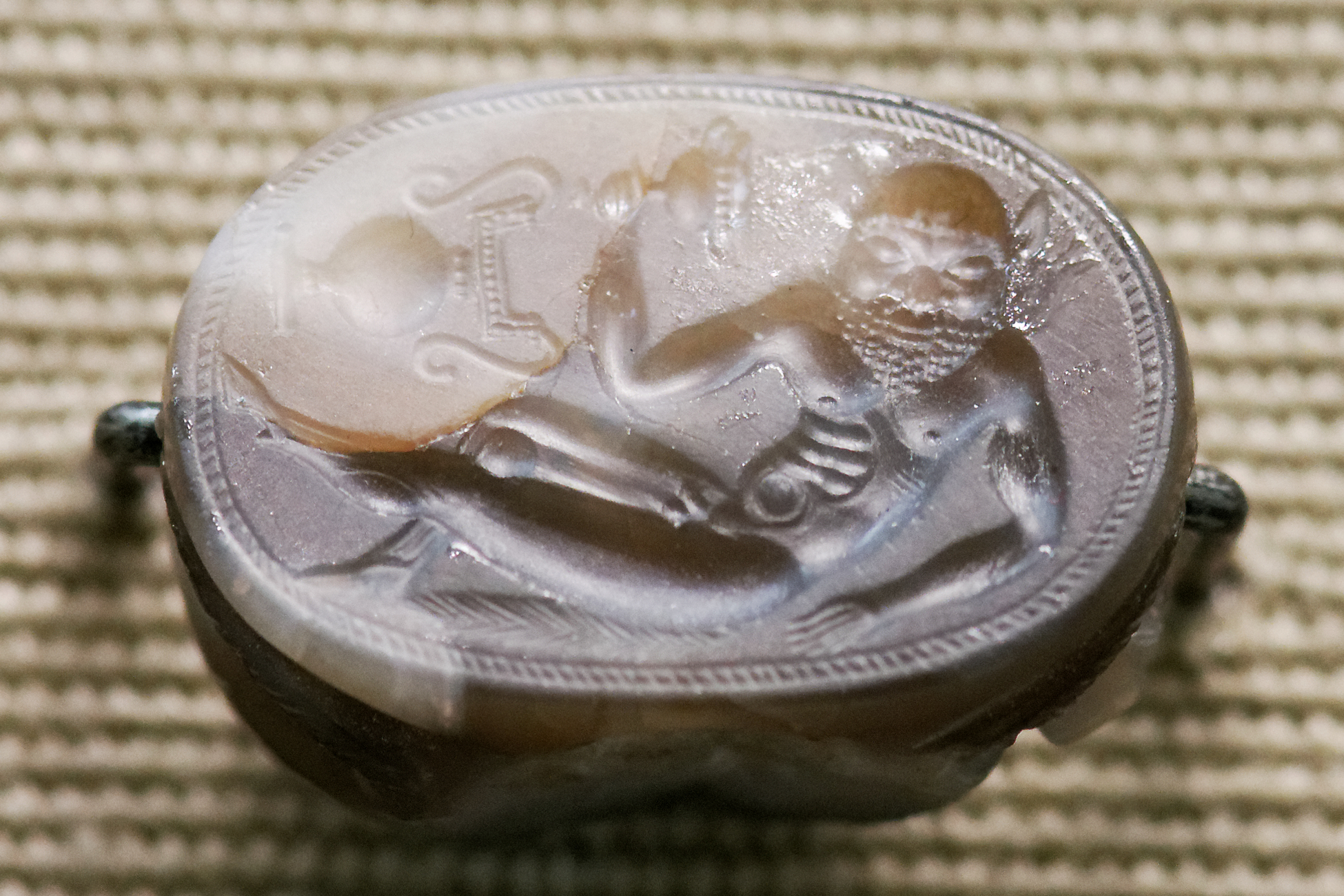
En aquesta gemma la imatge que representa un sàtir està feta amb la tècnica del buidatge, mentre que els dos gerros estan tallats en relleu. Art etrusc, c. 550 aC, amplada: 2,2 cm.

A Grècia els gravats en relleu van ser una forma d'artesania popular durant el segle v aC i gradualment la majoria de les gemmes treballades a occident també van seguir la moda de les imatges en relleu, mentre que els sassànides i altres cultures van romandre fidels a la seva tradició d'imatges obtingudes per buidatge. Generalment una imatge en relleu és més impressionant que una altra obtinguda per buidatge; a la forma més antiga (la del buidatge), emprada en segells, el dibuix només es pot veure en la seva impressió fent-lo rodolar sobre un document, mentre que la forma en relleu el propietari del segell l'acostumava a portar penjat del coll com si fos una joia, d'on devia sorgir la tendència a treballar les gemmes per fer joies i no com a segell, que va ser la primera aplicació. El segon tipus es feien servir per tancar documents i els del primer tipus per a signar-los; molts d'aquests segells tenien el dibuix de forma que un cop impresos sobre el paper o l'argila es veien de forma inversa (escriptura en espill).
El camafeu, que és un tipus de gemma tallada en relleu, va aparèixer per primera vegada a Grècia al voltant del segle iii. L'Escudella Farnese és l'exemple més destacat del període hel·lenístic d'Egipte, només comparable al camafeu Gonzaga, que es creu és del mateix període, ja que se n'han trobat còpies en pasta de vidre d'aquesta època. Les conquestes d'Alexandre el Gran van obrir noves rutes als grecs i van augmentar la possibilitat d'obtenir gemmes, ja que les mines més importants estaven a orient. Les gemmes treballades pels romans van continuar l'estil hel·lenístic, cosa que fa difícil datar-les fins al segle ii moment en què van començar a decaure. Ciceró va escriure que alguns romans en feien ostentació exhibint amb orgull davant dels seus convidats plats i altres recipients fets amb gemmes que tenien tallat en relleu el retrat dels seus personatges preferits. Els romans van ser els inventors dels camafeus de cristall, com a material alternatiu i més barat que les gemmes, i amb l'avantatge de poder-se afegir a superfícies corbes, l'exemple més conegut és el gerro de Portland.

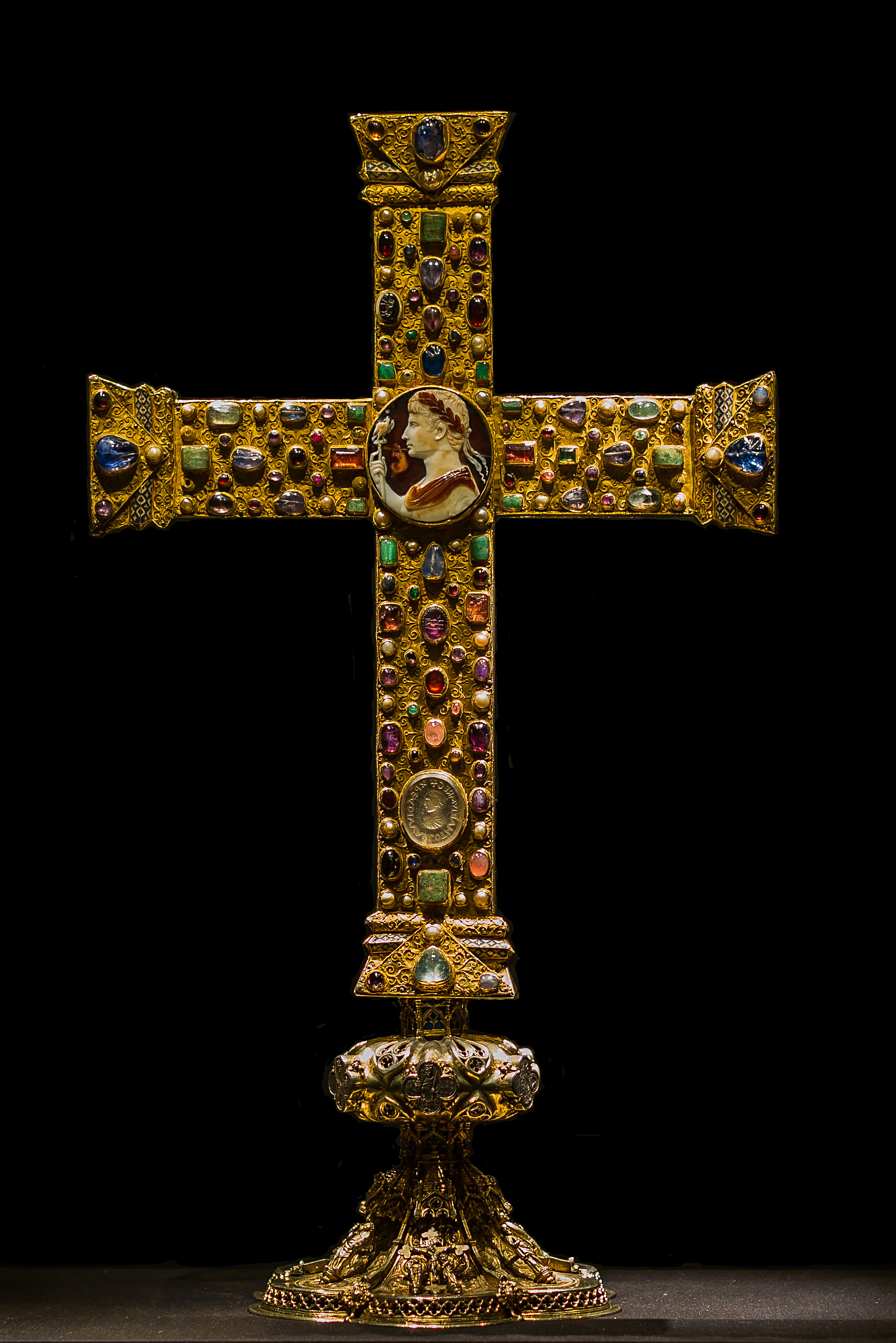
A la creu de Lotari hi ha incrustades diverses gemmes treballades d'època antiga, com el retrat d'August situat al mig.

Durant l'edat mitjana, les gemmes treballades van ser una forma d'art molt valorada, s'excavaven antigues ruïnes d'època clàssica per recuperar-les així com altres objectes d'art. Es feien servir per decorar peces d'orfebreria incrustades en creus, corones votives, tapes de llibres, de vegades tenint una relació inapropiada amb l'objecte que decoraven. El monjo cronista Mateu de París va descriure les gemmes de l'abadia de sant Albà (Anglaterra), entre elles hi havia una de mida gran procedent de l'imperi romà (actualment perduda) anomenada Kaadmau, que es feia servir per provocar un part quan es retardava. En aquesta gemma estava gravada una oració al sant i l'havia de portar penjada del coll la dona embarassada que el necessitava. La mateixa creença va ser expressada per Georgius Agricola (1494–1555), el pare de la mineralogia, en relació al jaspi. En l'època d'esplendor de l'Imperi Romà d'Orient i a Europa es van inscriure imatges religioses en gemmes.
El cristall de Lotari és una peça circular de quars en què està tallada una escena bíblica i és el més conegut de l'època carolíngia. En alguns dels gravats en cristalls, l'artista aprofita la transparència d'aquest material per fer que el dibuix pugui ser vist correctament des de la banda que no s'ha treballat. En el llistat de pertinences d'un testament, les gemmes treballades encapçalaven la llista dels petits tresors legats.Al sud d'Itàlia durant el govern de Frederic II (primera meitat del segle xiii) es va promoure la creació d'obres d'art amb gemmes, a imitació de les del període clàssic; alguns es conserven al Museu de monedes, medalles i objectes antics a París. Al mateix temps els membres de l'església promovien la creació de motllos fets amb gemmes gravades per fer segells de cera de dues bandes que es trencaven en obrir un document (butlla).

## Segon període d'esplendor

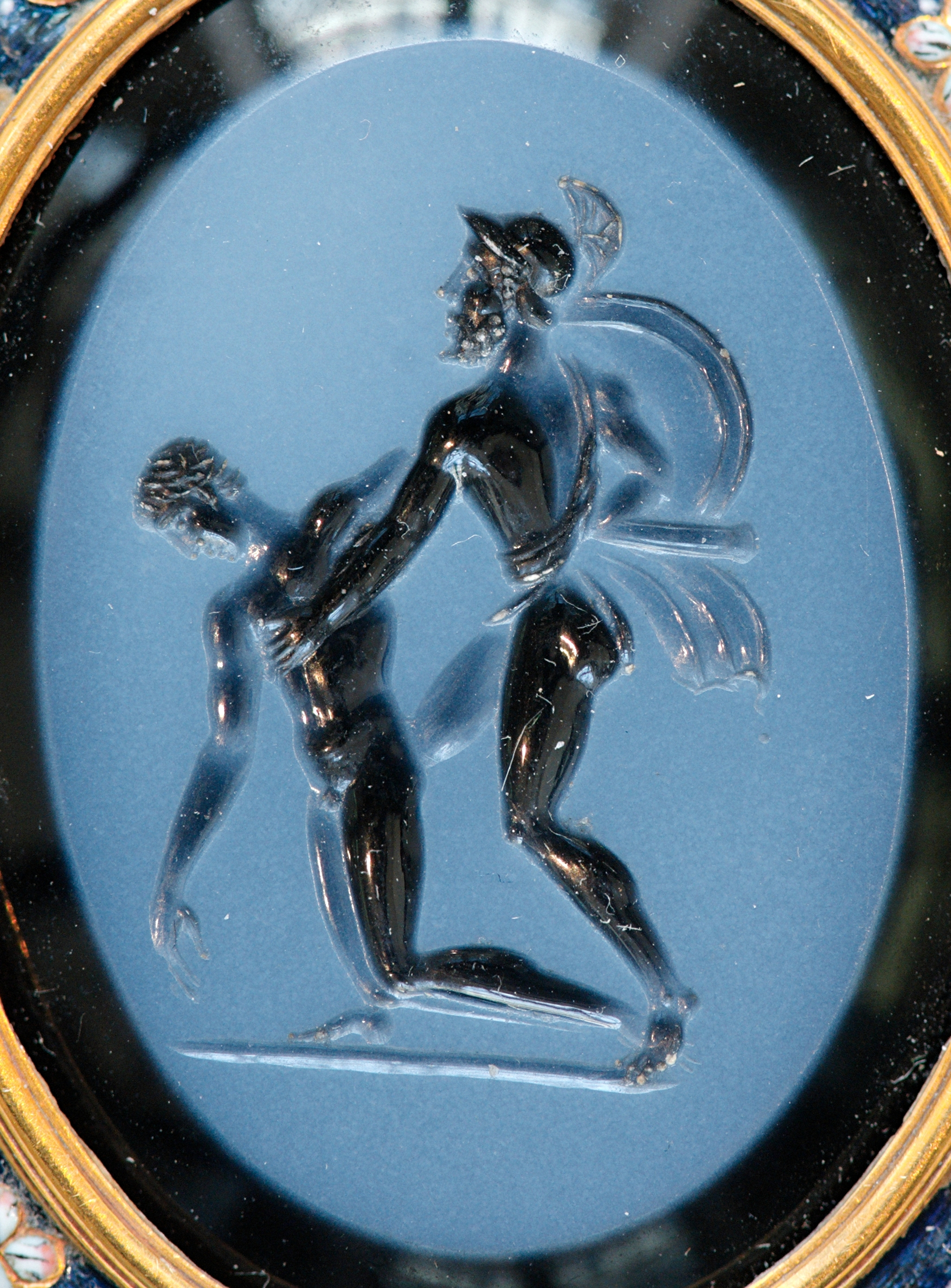
Guerrer subjectant un company ferit greument (datat entre el i l'I dC.

A la cort de Borgonya i a la dels darrers reis francs es van encomanar als artistes nous treballs amb gemmes. En són exemples el retrat de Carles VII de França i el de Joan I de Berry, fet en safir.
A començaments del renaixement italià es va revifar l'interès per aquest art i Venècia va esdevenir un centre de producció. Va ser una època en què se'n van descobrir gemmes en sarcòfags antics i es va despertar l'interès per imitar aquells treballs. Destaca el Felix Diomedes que va pertànyer a Llorenç el Magnífic, amb un posat poc comú en el retrat, que fou copiat per Leonardo da Vinci i que podria haver estat el punt de partida per als nus que Michelangelo Buonarroti va pintar a la capella sixtina.
Al segle xvi van formar part dels gabinets de curiositats, alguns eren, imitacions fetes en aquell segle emprant ònix que s'exhibien com a objectes antics. N'hi havia tantes falsificacions que van posar en perill l'interès per aquest art, rebaixant-lo de categoria.De vegades l'única manera de distingir les antigues de les imitacions del segle xvi és la quantitat de figures que surten en la composició artística.El pintor Rubens fou un notable col·leccionista.

## Iconografia
Els temes escollits per les imatges de les gemmes és semblant als de les monedes però més variats. Els déus, els sàtirs i les escenes mitològiques són bastant comuns, i de vegades les estàtues representades demostren un major domini del posat que les estàtues que els grecs feien servir per al culte, com l'Atena Prómakhos i, comparat amb les monedes, el resultat és també més acurat. Una gemma, que es creu que podria ser del segle vi aC, mostra la imatge d'Àiax el Gran cometent suïcidi, amb el seu nom inscrit. La llegenda d'Hèracles és, com en altres arts, un tema molt emprat.
Els retrats de monarques és un tema que apareix a partir el període hel·lenístic, però com que la majoria no porten inscripcions s'ha fet difícil identificar-los. Durant l'època de l'imperi romà els retrats dels emperadors i els membres de la seva família van ser immortalitzats en gemmes i molts d'ells han sobreviscut fins als nostres dies, els més valorats els camafeus d'August. Com a objectes privats, produïts sens dubte per artistes formats en la tradició de les monarquies hel·lenístiques, la seva iconografia és més desinhibida que els retrats oficials destinats a obres públiques d'art estatal més pensades per a mostrar els atributs divins. En l'anomenada Gemma Augustea la identitat i interpretació dels personatges roman sense aclarir. Hi ha un nombre de gemmes del mateix període, el contingut de les quals sembla que siguin escenes d'un poema èpic, ara perdut, que es deia El saqueig de Troia i en el qual destaquen les figures dels Dioscurs. (Es conserva en Chatsworth House).
Els treballs amb gemmes creats al renaixement i èpoques posteriors repeteixen preferentment les mateixes temàtiques.

## Col·leccions
La llista dels col·leccionistes famosos comença pel rei Mitridates VI Eupator, les seves obres d'art van formar part del botí de guerra de Pompeu Magne, qui les va portar al Temple de Júpiter Capitolí. Juli Cèsar es va proposar superar Pompeu en aquesta i altres qüestions, i va fer un donatiu de gemmes al Temple de Venus Genetrix. Molts emperadors posteriors en van ser col·leccionistes. Als capítols IV-V-VI del llibre 37 de la "Història Natural" de Plini el Vell, l'autor fa un resum de les tradicions grega i romana, i esmenta la passió dels romans per col·leccionar aquests objectes. Segons Plini, el primer romà notable en tenir una gliptoteca va ser Marc Emili Escaure (governador).

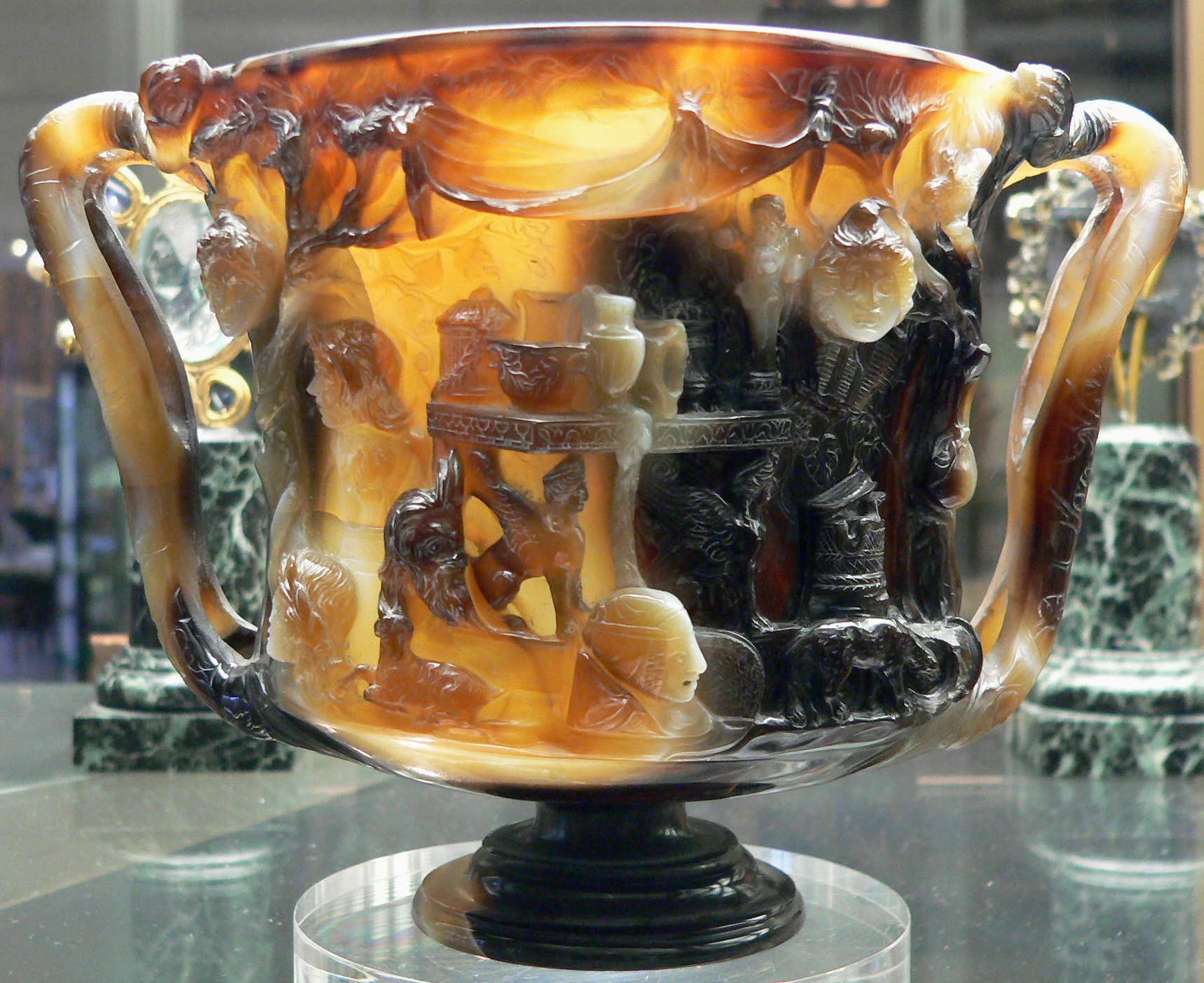
La Copa dels Ptolemeus (Museu de les monedes, medalles i objecte antics, París)

En períodes posteriors les gemmes i els objectes fets amb pedres dures (quarts, àgata, ònix, jaspi, serpentina, cornalina) es van col·leccionar junts com si es tractés de la mateixa cosa. Un dels objectes de mida més gran és la Copa dels Ptolemeus, que va ser un donatiu del rei Carles II el Calb a l'abadia de Sant Denís, però que probablement va pertànyer a Carles el Magne. Una de les millors col·leccions de gerros i copes, tot i que poc decorada, és la de la basílica de Sant Marc (Venècia), que va ser portada de Constantinoble en la Quarta Croada. A molts d'aquests objectes se'ls van afegir peces, de vegades metàl·liques, perquè poguessin servir per als rituals eclesiàstics i, més endavant, a partir del renaixement, se'ls van tornar a treure.
El papa Pau II tenia una gliptoteca de 827 gemmes treballades, entre les que estava la "gemma Felix" de Diomedes amb el Pal·ladi, i fou adquirida per Lorenzo de Medici; la col·lecció dels Medici incloïa moltes altres gemmes i es va fer llegendària per la seva bellesa i valor, de fet en els seus inventaris de possessions estava més valorada que les pintures de Botticelli. Igual com feien els col·leccionistes xinesos, Lorenzo va fer inscriure el seu nom a totes les gemmes que va adquirir.
El papa Pau II tenia una col·lecció de 827 gemmes treballades, entre les que estava la "gemma Felix" de Diomedes amb el Pal·ladi, i fou adquirida per Lorenzo de Medici; la col·lecció dels Medici incloïa moltes altres gemmes i es va fer llegendària per la seva bellesa i valor, de fet en els seus inventaris de possessions estava més valorada que les pintures de Botticelli. Igual com feien els col·leccionistes xinesos, Lorenzo va fer inscriure el seu nom a totes les seves gemmes.

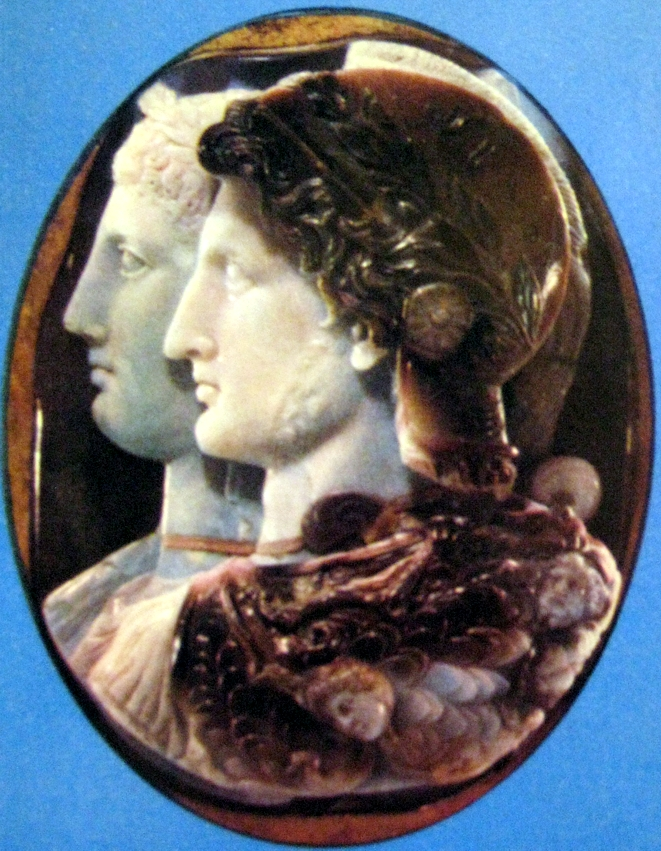
El "camafeu Gonzaga", Ermitage. Mides:15,7 × 11,8 cm.

El "Camafeu Gonzaga" va formar part de diverses col·leccions fins que va anar a parar al Museu de l'Ermitage, a Sant Petersburg. El primer posseïdor conegut va ser Isabel d'Este, després va pertànyer als Gonzaga, ducs de Màntua, a l'emperador Rodolf II, a la reina Cristina de Suècia, al cardenal Decio Azzolini, a Livio Odescalchi, duc de Bracciano, i al papa Pius VI abans que Napoleó se l'endugués a París, on la seva esposa Josefina el va regalar a Alexandre I de Rússia després de la derrota de Napoleó com a símbol de bona voluntat.
Tres dels camafeus antics de mida més gran van ser encomanats per la família Julio-Claudia. La Gemma Augustea va aparèixer el 1246 en el tresor de la basílica de Sant Serni de Tolosa. El 1533, el rei Francesc I de França se la va endur a París, on cap a l'any 1590 es va perdre. No gaire temps després, algú el va trobar i el va oferir a l'emperador Rodolf II, qui el va adquirir per 12.000 peces d'or, i actualment es conserva a Vienna. La gemma plana més gran de l'antiguitat és el "Gran Camafeu de França", que forma part de la col·lecció reial que des del 1791 es custodia a la Santa Capella de París, on ja havia estat l'any 1291 però s'havia tret.

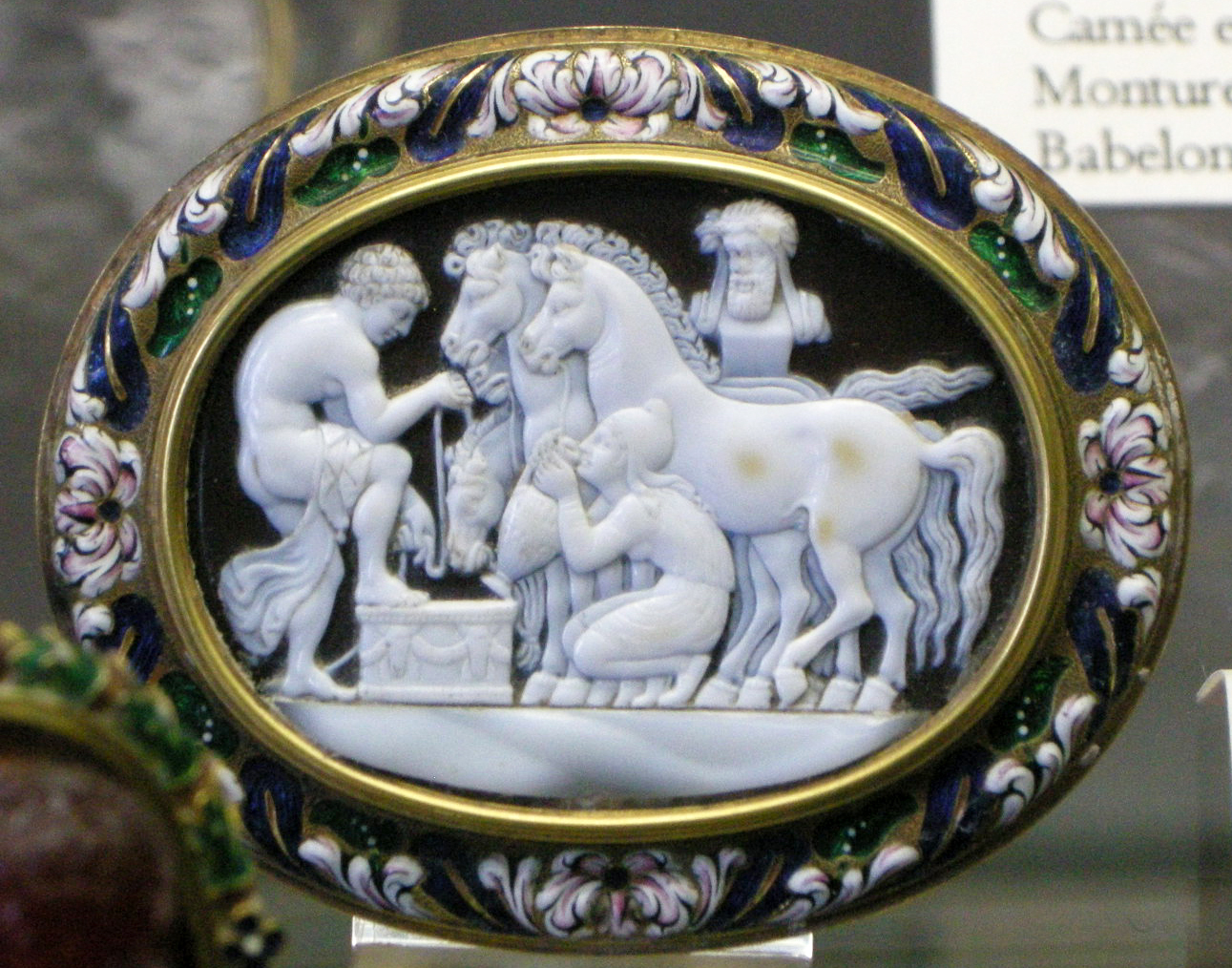
Troilos i Políxena enxampats per Aquil·les, camafeu del segle I dC.

A Anglaterra va haver-hi un fals ressorgiment del col·leccionisme, va estar representat pel príncep de Gal·les Enric, que va comprar el gabinet de l'antiquari flamenc Abraham Gorlaeus el 1609. També les gemmes treballades estaven entre els objectes antics col·leccionats per Thomas Howard, comte d'Arundel. Més entrat el segle xvii, William Cavendish, segon duc de Devonshire, va aplegar una col·lecció de gemmes que actualment es conserva a Chatsworth. Al segle xviii, Henry Howard, 4t comte de Carlisle, va fer un gabinet de més qualitat, aconsellat per dos experts Francesco Maria Zanetti i Francesco Ficoroni; 170 d'aquestes gemmes van ser adquirides el 1890 pel Museu Britànic.
Cap a mitjan segle xviii els preus havien pujat tant que les gliptoteques només se les podien permetre persones molt riques, mentre que els qui no tenien tants diners es conformaven a comprar les còpies en escaiola, cosa que es va fer molt popular, o bé comprar catàlegs il·lustrats. La gliptoteca de Caterina II de Rússia està actualment al museu de l'Ermitage; es tracta d'una col·lecció en part procedent de la col·lecció Orleans. Lluís XV de França va contractar a Dominique Vivant perquè aplegués una gliptoteca per regalar-li a Madame de Pompadour.

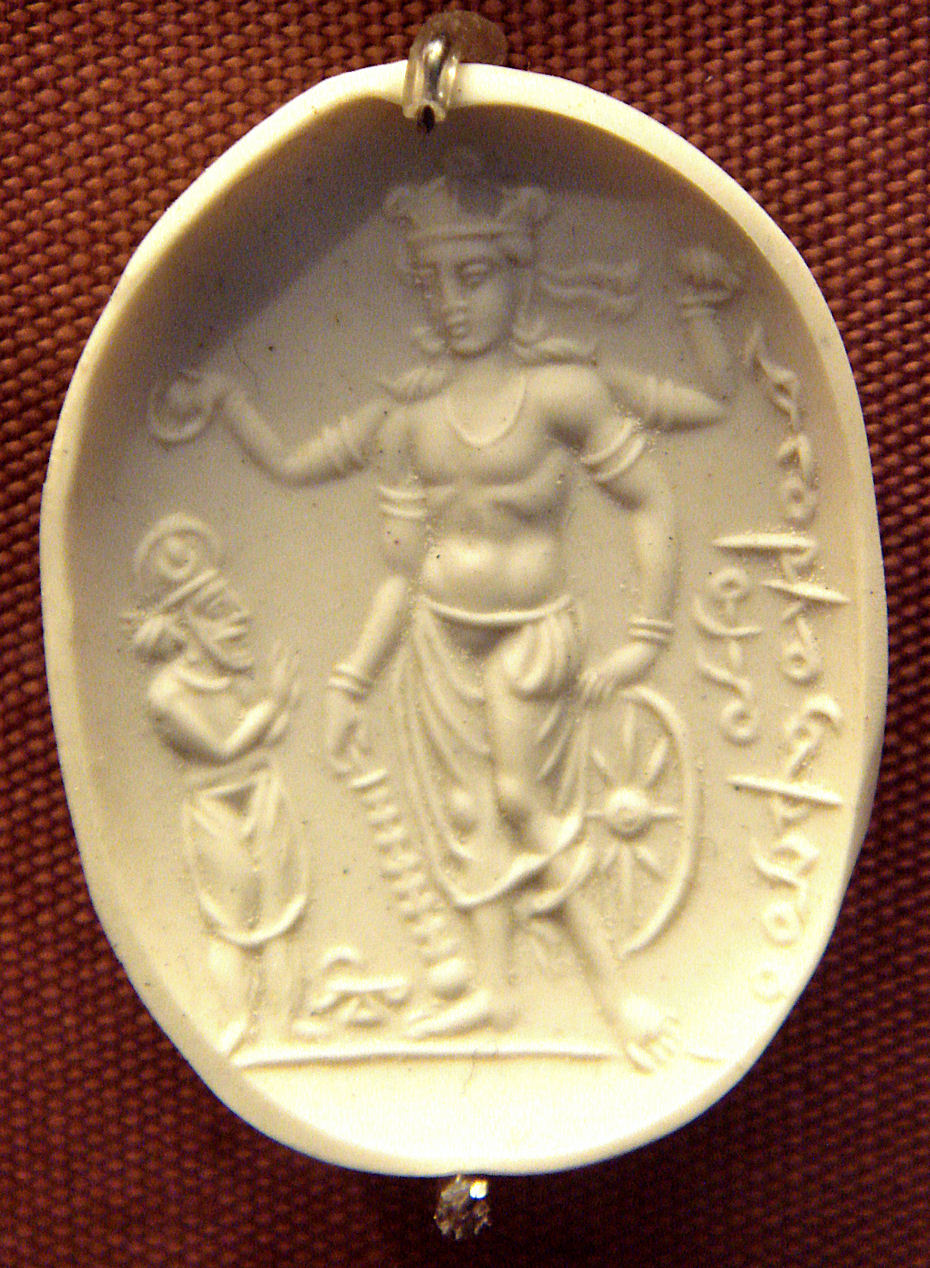
Còpia en escaiola, que representa a Vixnu beneint un adorador. L'original es devia fer a l'Afghanistan o Pakistan als segles IVaC-VIaC. La inscripció feta en bactrià diu: "Mikira, Vixnu i Xiva".

Al segle xviii els aristocrates britànics competien entre ells per cercar l'assessorament d'experts en el mercat de les gemmes, fins i tot fora del seu país, entre aquests assessors estava el comte Anton Maria Zanetti el vell i Philipp von Stosch. Zanetti va viatjar per Europa cercant gemmes que poguessin estar en col·leccions privades, per adquirir-les després i vendre-les als aristòcrates britànics; ell també en va fer una col·lecció que va ser descrita en un llibre (A.F. Gori, Le gemme antiche di Anton Maria Zanetti, Venècia, 1750), il·lustrat amb vuitanta planes, els dibuixos fets per Zanetti. El baró Philipp von Stosch (1691–1757), un prussià resident a Roma i a Florència, era un important col·leccionista i negociant de gemmes treballades; també es deia que no tenia escrúpols i que en el seu temps lliure era un espia al servei del govern britànic. Entre els seus contemporanis, Stosch va aconseguir fama amb la publicació de Gemmæ Antiquæ Cælatæ (1724), un catàleg amb dibuixos de Bernard Picart que reproduïen setanta gemmes treballades de diferents col·leccions europees que Stosch havia localitzat. També va encoratjar un artista anomenat Johann Lorenz Natter (1705–1763) perquè fes còpies de gemmes de Florència. Frederic el Gran de Prússia va comprar la col·lecció de Stosch el 1765 i va fer construir el Temple de les Antiguitats dins del parc del palau Sanssouci, on va ficar escultures, monedes i més de 4.000 obres d'art fetes amb gemmes. (Les gemmes i les monedes s'exposen actualment a l'Antikensammlung Berlin.)
Joseph Smith (1682–1770), el cònsol britànic a Venècia, va fer una gliptoteca que va ser adquirida pel rei Jordi III del Regne Unit i actualment pertany a la col·lecció reial. Les col·leccions de Charles Towneley, Richard Payne Knight i Clayton Mordaunt Cracherode van passar al British Museum. Però la col·lecció més important del Regne Unit va ser la del 4t duc de Marlborough (1739–1817), qui la tenia al seu dormitori i per a la qual va fer servir els diners de la seva esposa, la seva gemana i els seus fills. La passió pel col·leccionisme d'aquests objectes podia posar en perill les fortunes dels que s'hi dedicaven, com es dedueix pels consells del germà del duc Lord Chesterfield cap al seu fill. Altres gliptoteques d'aristòcrates britànics van anar a parar al museu Metropolitan de Nova York, i al Walters Art Museum de Baltimore.
El príncep Stanisław Poniatowski (1754–1833) va encomanar unes 2.500 i les va fer passar per obres antigues; es van tardar anys a acceptar que no ho eren (1832) i la prova definitiva van ser les signatures dels autors que estaven inscrites de forma massa consistent per ser realment antigues.

## Artistes

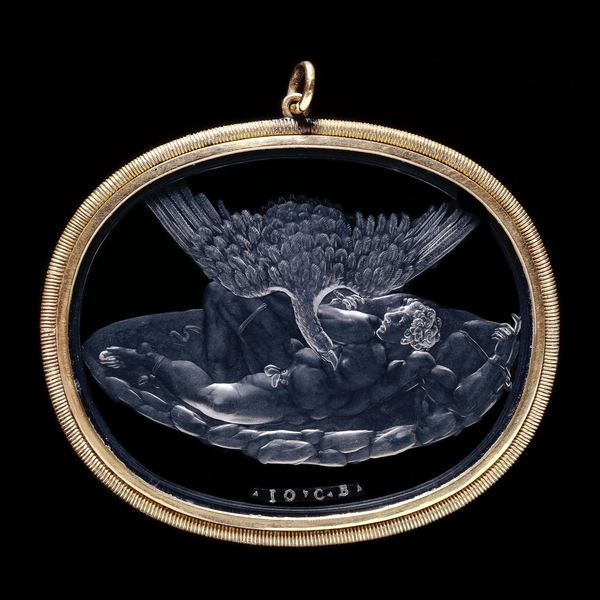
El càstic de Tici, obra de Giovanni Bernardi.

Com passa en altres camps de l'art, molts dels artistes antics són desconeguts. Segons Plini el Vell, Pyrgoteles va ser l'únic artista amb autorització per a fer els segells d'Alexandre el Gran. La majoria dels artistes que van fer treballs amb gemmes per als romans eren grecs. Un de qui es coneix el nom és Dioskurides, autor dels segells d'August i probablement és també l'autor de la Gemma Augustea. El seu fill, Hyllos també practicava aquest art.
Els Anichini van ser una família d'artistes venecians que s'hi van dedicar en els segles xv i xvi. Molts artistes del Renaixement, sens dubte, van passar a l'anonimat, ja que feien passar els seus treballs com a obres antigues, llavors molt més valorades. Altes especialistes en aquestes tècniques sí que tenen nom conegut: Giovanni Bernardi (1494–1553), Giovanni Jacopo Caraglio (c. 1500–1565), Giuseppe Antonio Torricelli (1662–1719), Anton Pichler (1697–1779) i els seus fills Giovanni i Luigi, Charles Christian Reisen (1680–1725). Altres escultors, que normalment treballaven amb altres materials, van provar de fer algun amb gemmes, per exemple Leone Leoni va dir que havia dedicat dos mesos en fer un camafeu de doble cara que retratava l'emperador Carles V amb el seu fill per una cara i la seva esposa per l'altra.
L'escocès James Tassie (1735–1799) i el seu nebot William (1777–1860) van desenvolupar mètodes per a fer còpies en pedres dures d'antigues gemmes i, a més, van crear nous dissenys emprant esmalt sobre impressions en cera amb resultats de gran qualitat. El 1791 van publicar un catàleg amb 15.800 obres. Josiah Wedgwood va ser un artista que va posar de moda les agulles amb camafeus com a complement del vestuari femení. Un dels darrers artistes va ser James Robertson, qui finalment es va passar a l'art de la fotografia.

## Materials d'imitació

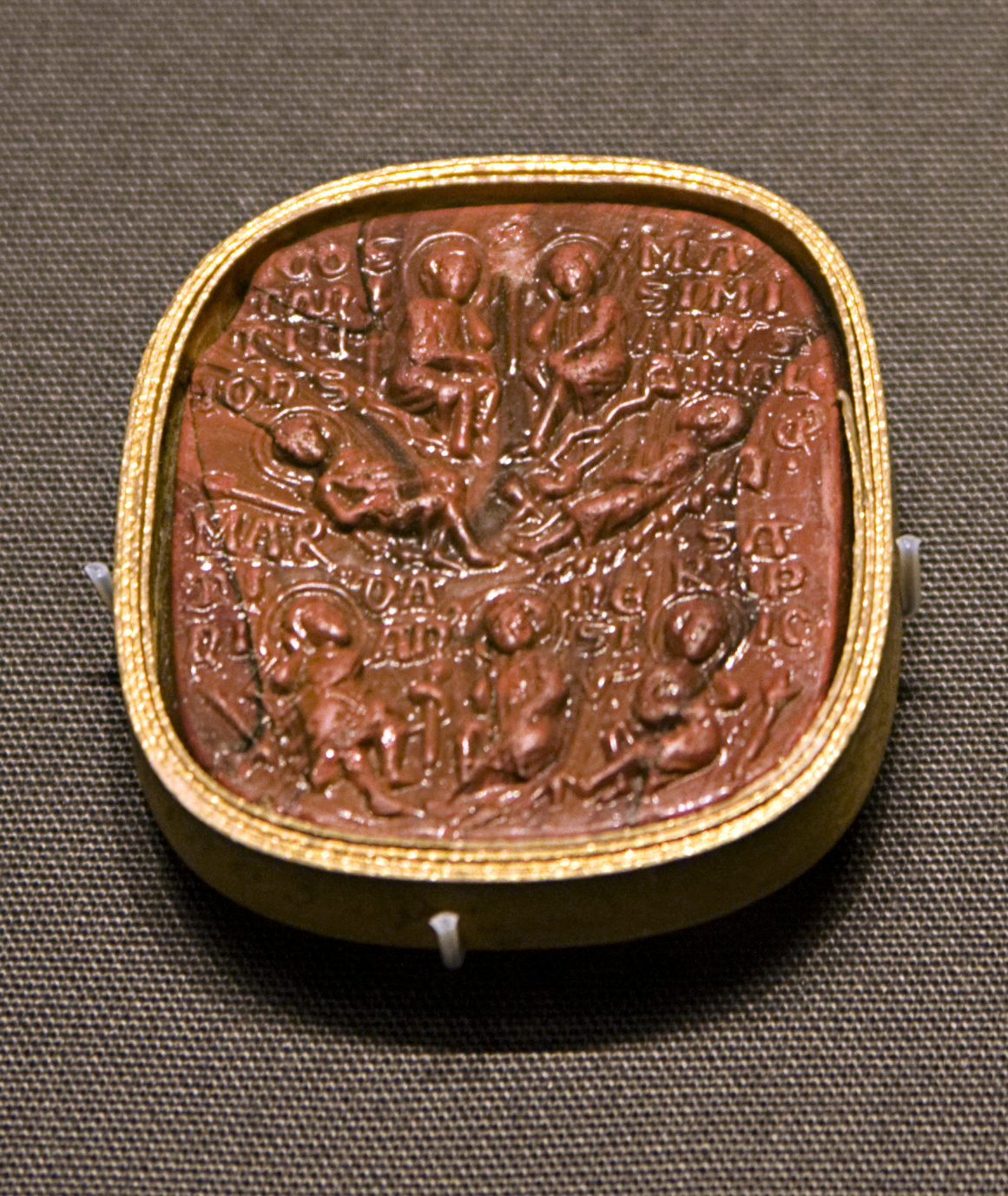
Els set dorments d'Efes

Els camafeus de cristall van ser una invenció romana que va sorgir aproximadanment l'any 30 aC, imitació dels camafeus fets amb pedres dures i tenien l'avantatge de poder afegir làmines d'aquest material sobre superfícies corbes, cosa impossible amb les gemmes. Era, però, un treball delicat i n'han sobreviscut pocs exemples, un és el gerro de Portland. Aquesta tècnica va tornar a ser valorada i emprada per artistes durant els segles xviii i xix, i es troba en objectes de l'Art Nouveau.
Al segle xiii no va ser tan freqüent però també se'n troben objectes en materials d'imitació com un venecià que reprodueix el tema dels Set Dorments d'Efes.
Un altre material d'imitació va ser un gres trasnlúcid anomenat "gres de jaspi", inventat per Josiah Wedgwood i perfeccionat el 1775. El blanc i el blau van ser els colors característics de la fàbrica Wedgwood, encara en producció, però també van crear treballs en blanc i negre. Altres van imitar el relleu de les gemmes treballades simplement afegint tres capes de pintura a la porcellana.